# Amphipoea velata
Amphipoea velata là một loài bướm đêm trong họ Noctuidae.